# البطولة الوطنية المجرية 1901
البطولة الوطنية المجرية 1901 (بالمجرية: 1901-es magyar labdarúgó-bajnokság)‏ هو الموسم 1 من  البطولة الوطنية المجرية. الذي يشرف على تنظيمه اتحاد المجر لكرة القدم، وكان عدد الأندية المشاركة فيه  5، وفاز فيه Budapesti TC ‏.